# Station Warns
Warns (Wns) is een voormalige stopplaats aan de spoorlijn Leeuwarden - Stavoren. De stopplaats van Warns is gebruikt van 8 november 1885 tot 15 mei 1938.